# Javier y los invasores del espacio
Javier y los invasores del espacio è un film del 1967 diretto da Guillermo Ziener.

## Trama
Un esercito di invasori alieni paralizza l'umanità con i propri gas. Solo due bambini riescono a salvarsi dall'attacco alieno e, con l'aiuto di una scimmia, salveranno l'umanità terrestre.